# آندریاس گرانکویست
آندریاس گرانکویست (سوئدی: Andreas Granqvist؛ زادهٔ ۱۶ آوریل ۱۹۸۵) بازیکن پیشین فوتبال اهل سوئد است.او همچنین سابقه بازی و کاپیتانی تیم ملی سوئد را در کارنامه دارد.

## تیم ملی
وی برای تیم ملی فوتبال سوئد ۷۰ بازی انجام داده و ۶ گل به ثمر رسانده‌است.